# ATA Airlines
ATA Airlines foi uma empresa aérea americana, sediada em Indianápolis, nos Estados Unidos, iniciou suas atividades em 1973 e encerrou em 2008.

## Frota

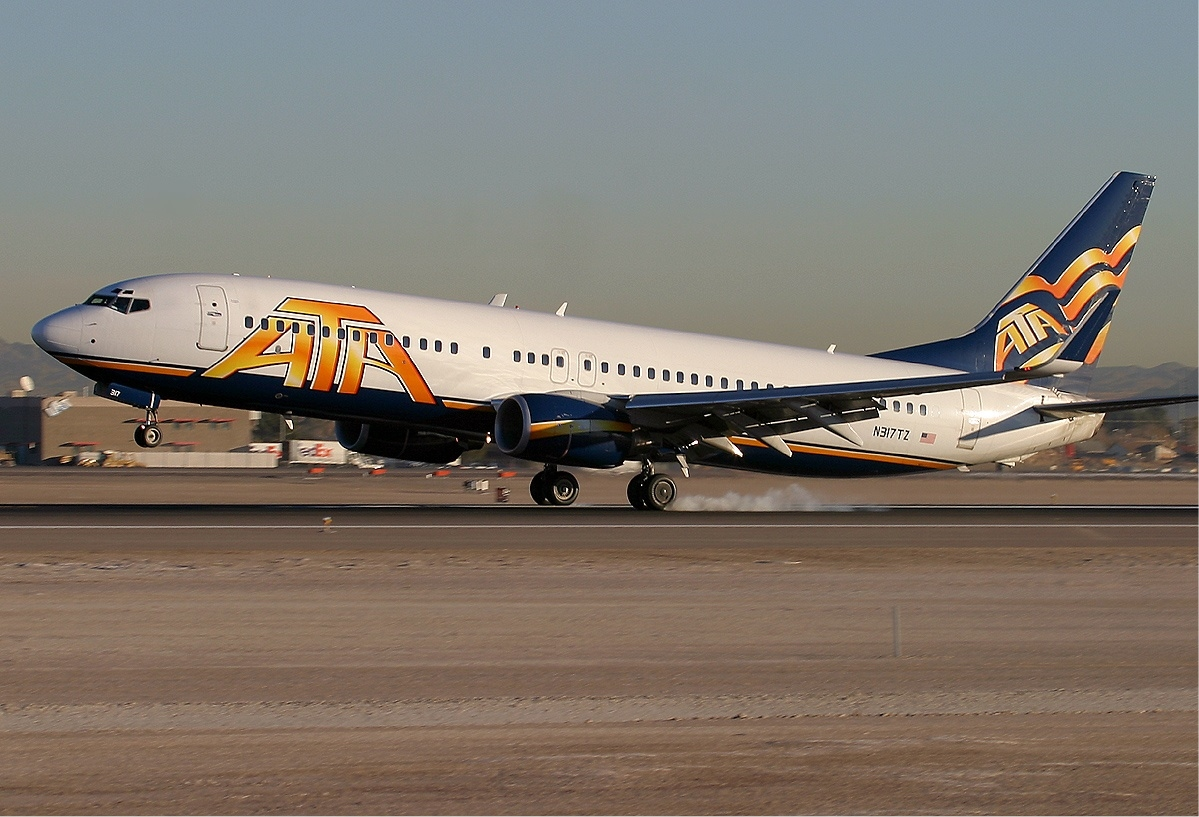
Boeing 737-800 da ATA Airlines.

Em 2009:
- Boeing 737-800: 12
- Boeing 757-200: 6
- Boeing 757-300: 4
- Lockheed L-1011-500 TriStar: 3
- McDonnell Douglas DC-10-30: 4